# Halina Jaroszewiczowa
Halina Maria (Helena) Jaroszewiczowa z Chełmickich (ur. 7 listopada 1892 w Dziewanowie, zm. 21 czerwca 1940 w Palmirach) – polska działaczka niepodległościowa i społeczna, polityczka, posłanka na Sejm i senatorka w II RP. Dama Orderu Virtuti Militari.

## Życiorys
Córka Ludwika Chełmickiego, właściciela majątku Dziewanowo, i Eleonory z domu Karwowskiej. Ukończyła prywatną szkołę średnią Walickiej w Warszawie (zabór rosyjski) w 1910 roku, w 1911 roku zdała eksternistycznie maturę w Rydze, studiowała na Wydziale Filozoficznym Uniwersytetu Jagiellońskiego w Krakowie w latach 1912–1914.
W 1910 roku była delegatką warszawskich szkół średnich na Zjazd Grunwaldzki w Krakowie. W czasie studiów działała w organizacji „Skarb i Wojsko”, od 1913 roku była komendantką 1. plutonu żeńskiego Związku Strzeleckiego oraz członkinią zarządu „Promienia” i „Jedności”, od 1912 roku należała do PPS. Została aresztowana w styczniu 1914 roku za kolportaż nielegalnej prasy i była więziona przez pół roku na Pawiaku w Warszawie, została zwolniona ze względu na stan zdrowia i wróciła do Dziewanowa.
Po wybuchu I wojny światowej była kurierką, wywiadowczynią, kolporterką druków, magazynierką broni i materiałów wybuchowych w strukturach Komendy I Brygady Legionów Polskich. Zorganizowała i była komendantką Oddziału Żeńskiego Lubelskiego POW, była żołnierką Oddziału Lotnego Wojsk Polskich. Została ponownie aresztowana na przełomie marca i kwietnia 1915 roku i przewieziona do więzienia na Butyrkach w Moskwie, po 5 miesiącach pobytu w więzieniu została zwolniona za kaucją z powodu choroby. Po kilkumiesięcznym leczeniu w sanatorium, we wrześniu 1916 roku dotarła – przez Finlandię, Szwecję i Niemcy – do Zakopanego, przewożąc raport kierownictwa POW w Rosji dla Józefa Piłsudskiego.
Wznowiła działalność w POW i Pogotowiu Bojowym PPS (kierowniczka działu wywiadu i członkini Centralnego Wydziału Pogotowia). Jesienią 1918 roku była uczestniczką przygotowywania nie zrealizowanego planu ucieczki Piłsudskiego z Magdeburga.
Jej wspomnienia z okresu pracy niepodległościowej w 2019 zostały wydane przez Muzeum Historii Polski w tomie Kobiety niepodległości. Wspomnienia z lat 1910–1918.
W latach 1919–1921 była sekretarką Zarządu Głównego PSL „Wyzwolenie” i zarządu Związku Zawodowego Robotników Rolnych, była też organizatorką Kursów dla Dorosłych w Warszawie.
W okresie międzywojennym była członkinią władz Polskiego Białego Krzyża (1922–1933), Stowarzyszenia „Rodzina Wojskowa”, Związku Strzeleckiego i Komitetu Społecznego Rady Szkolnej. Od 1928 roku kierowała Wydziałem Opieki nad Matką i Dzieckiem oraz była wiceprzewodniczącą Zarządu Głównego Związku Pracy Obywatelskiej Kobiet. Uczestniczyła w międzynarodowych konferencjach poświęconych zagadnieniom opieki nad matką i dzieckiem, m.in. była wiceprzewodniczącą Kongresu Kolonii Letnich w Genewie (1930), konferencji Unii Międzyparlamentarnej w Bukareszcie (1933), członkinią Międzynarodowej Rady ds. Kolonii Letnich w Paryżu.
W latach 1928–1930 była zastępczynią posła z listy nr 1 w okręgu wyborczym nr 3 (Siedlce). W kampanii wyborczej 1930 roku była członkinią sztabu Komitetu Wyborczego Organizacji Kobiecych. Została posłanką na Sejm III kadencji (1930–1935) z ramienia Grupy Kobiecej BBWR. W tej kadencji działała w komisjach: budżetowej, ochrony pracy (zastępczyni członka), opieki społecznej i inwalidów (kierowniczka grupy) oraz regulaminowej i nietykalności poselskiej (zastępczyni członka).
W 1935 roku została senatorką IV kadencji (1935–1938) z województwa lubelskiego. W tej kadencji pracowała w komisjach: budżetowej (1937–1938), opieki społecznej (1935–1936), regulaminowej (1937–1938) i spraw zagranicznych (której była sekretarką).
Po agresji III Rzeszy i ZSRR na Polskę i kapitulacji Warszawy działała w utworzonej 27 września 1939 Służbie Zwycięstwu Polski, później w Związku Walki Zbrojnej – ZWZ. 15 kwietnia 1940 aresztowana  przez Gestapo, więziona na Pawiaku i stracona w zbiorowej egzekucji w Palmirach.
Po powojennej ekshumacji z mogiły zbiorowej została pochowana na Cmentarzu w Palmirach (w kwaterze XVII/90).

## Życie prywatne
W 1919 roku wyszła za mąż za Tadeusza Jaroszewicza (1890–1934) – zastępcę szefa sztabu Komendy Głównej Milicji Ludowej PPS, podpułkownika dyplomowanego WP, attaché wojskowego przy poselstwie RP w Finlandii i Szwecji, chargé d’affaires poselstwa RP w Egipcie. Mieli dwoje dzieci:
- syna Jana (1920–1942) – ciężko rannego żołnierza kampanii wrześniowej 1939, żołnierza ZWZ-AK, poległego w szeregach „Wachlarza”;
- córkę Marię Ewę z męża Zielińską (1923–2021) – żołnierza ZWZ-AK, uczestniczkę powstania warszawskiego, artystę plastyczkę, rzeczoznawczynię Ministerstwa Kultury i Sztuki[2][7][8].

## Ordery i odznaczenia
- Krzyż Srebrny Orderu Wojskowego Virtuti Militari nr 7553 – 17 maja 1922[9][10][1]
- Krzyż Niepodległości z Mieczami – 1931[11]
- Krzyż Walecznych – 1922[2][12][11]